# オスカー・ハマースタイン2世

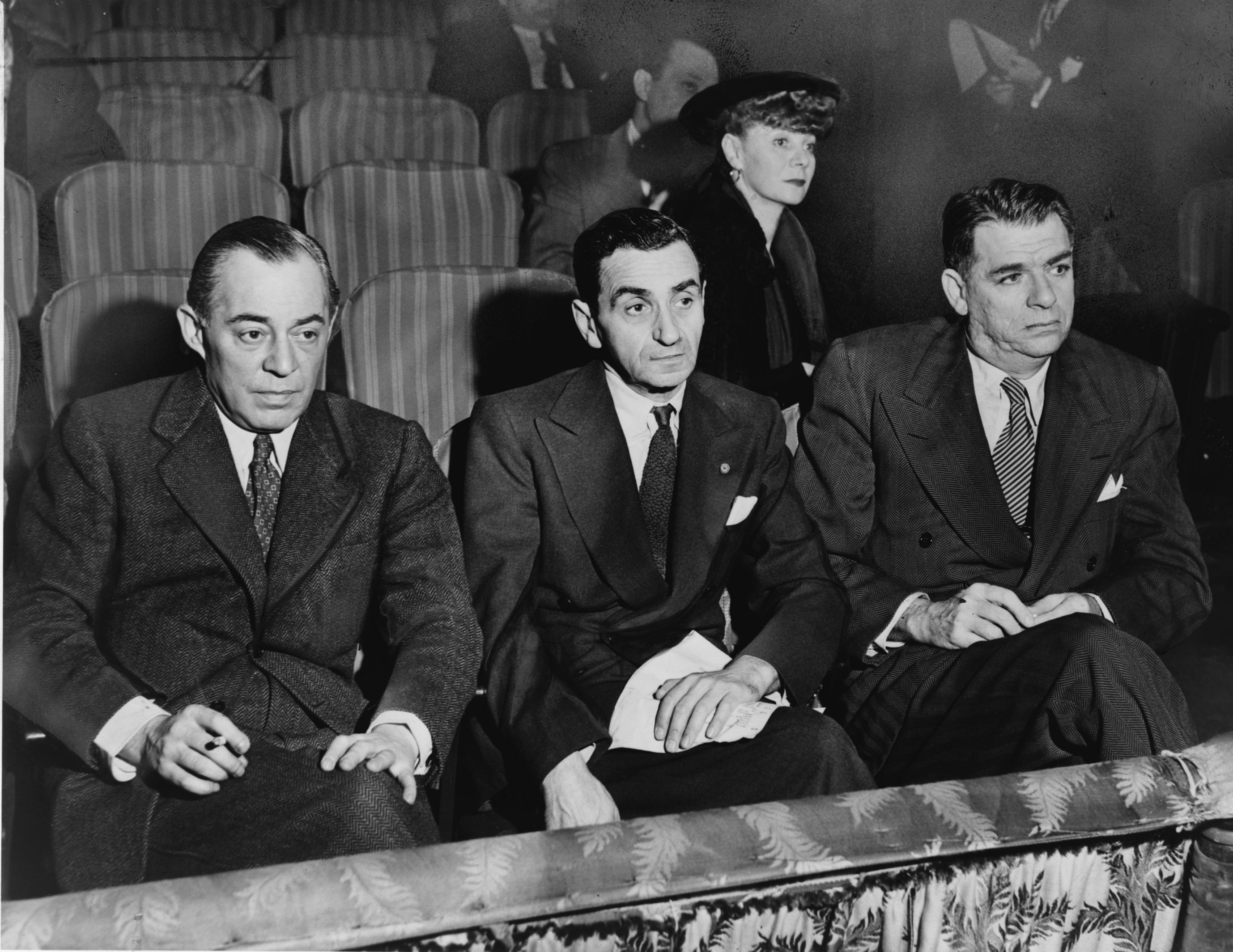
オスカー・ハマースタイン2世（右）；中央はアーヴィング・バーリン、左はリチャード・ロジャース

オスカー・グリーリー・クレンデニング・ハマースタイン2世（Oscar Greeley Clendenning Hammerstein II, 1895年7月12日 - 1960年8月23日）は、アメリカのミュージカル作詞家・脚本家。
祖父はユダヤ系ドイツ人のオスカー・ハマースタイン1世、父親は劇場主。ニューヨーク生まれ。

## 人物
作曲家ジェローム・カーン、リチャード・ロジャース等と共に多くのミュージカルの脚本、歌詞を書いた。1916年コロンビア大学卒業後、同校法科大学院に進むが、ブロードウェイの劇場主であった父の死を機に1年で退学し父の後を継いだ。学部時代は、演劇部でVarcity Show（伝統の学部生制作ミュージカル）の歌詞を書いた。
歌曲と個人芸で組み立てた娯楽ショーが中心であったブロードウェイ・ミュージカルに物語性を組み込み、現在に近い形のブロードウェイ・ミュージカルを創設した功労者の一人である。ジェローム・カーンと組んで南部の差別問題を題材に取り上げた『ショウボート』、リチャード・ロジャースと組み、ドラマティックなストーリーをショーの骨子とした『オクラホマ!』は、ともに大評判を呼び、ブロードウェイの記念碑的作品となった。これは作詞以外に脚本もこなすハマースタイン2世だからこそなしえた革命であり、その作劇法は後世のブロードウェイ･ミュージカルの重要なお手本となった。1950年ピューリッツァー賞 戯曲部門受賞。
また人格的な誠実さでも知られ、プロデューサーとしてもミュージカル作品を後援したほか、スティーヴン・ソンドハイムやレナード・バーンスタインなど数々の才能に作劇を指導し、ブロードウェイに送り出した。
1960年にペンシルベニア州ドイルズタウンの自宅で胃癌のため死去。サウンド・オブ・ミュージックに追加で書き下ろした『エーデルワイス』が絶筆となった 。彼の死を受けて、ニューヨークのブロードウェイ、ロンドンのイーストエンドの劇場街 がともに照明を落とし、弔意を示した。
終の棲家となったドイルズタウンの邸宅は1988年にアメリカ合衆国国家歴史登録財に指定されている。

## 作品
- 『ショウボート』（1927年）
- 『オクラホマ!』（1943年）
- 『南太平洋』（1949年）
- 『王様と私』（1951年）
- 『フラワー・ドラム・ソング』（1958年）
- 『サウンド・オブ・ミュージック』（1958年）
  - ドレミの歌
  - エーデルワイス
  - 私のお気に入り（原題：My Favorite Things）

## 受賞
- アカデミー歌曲賞
  - 『レディ・ビー・グッド』 "Lady Be Good" （1941年）：『思い出のパリ』の作詞。
  - 『ステート・フェア』（1945年）：『春の如く』の作詞。